# پوکو
پوکو (نام علمی: Kobus vardonii) نام یک گونه از سرده کل‌های آفریقایی با جثه‌ی متوسط است که در علفزارهای مرطوب در جنوب جمهوری دموکراتیک کنگو ، نامیبیا ، تانزانیا ، زامبیا و بیشتر در دلتای اوکاوانگو در بوتسوانا یافت می‌شود . 

## شرح
پوکو در حالت ایستاده حدود سانتی‌متر ۸۰ تا شانه ارتفاع دارد و وزن آن بین 70 تا 80 کیلوگرم است. رنگ پوکو قهوه‌ای ماسه‌ای است و زیر شکم آن قهوه‌ای روشن‌تر است. پوشش پوکو نسبت به ایمپالا، لچوه، ریدباک و اوریبی خشن‌تر است. نرها یک جفت شاخ به شکل چنگ رومی دارند که تا ۵۰ سانتیمتر طول دارند. 